# 三条红线
“三条红线”，又称“三道红线”，是2020年中国共产党和中国政府根据中共中央总书记习近平提出的“房子是用来住的，不是用来炒的”政策，针对中国房地产企业债务风险提出的“三条红线、四档管理”监管要求。房地产企业根据“三道红线”触线严重情况不同，分红、橙、黄、绿“四档监管”，最严重的红档三条全触，禁止房地产企业新增有息贷款。
“三条红线”意图遏制房地产企业举债扩张的金融风险，改变经济脱实向虚的趋势，然而在实际执行过程中导致了大量房地产企业财务困难乃至于破产，地方政府土地财政难以为继，引发企业破产潮、公务员降薪潮和购房者停贷潮。2022年后，政府反而设立房地产项目白名单、保交楼等政策试图救市，导致“三条红线”政策逐渐形同虚设。

## 具体规定
“三道红线”具体为：
1. 剔除预收款后的资产负债率大于70%；
2. 净负债率大于100%；
3. 现金短债比小于1倍。

按照触线程度不同可以分为以下四档：
| 触线数量 | 档位 | 融资限制                                  |
| -------- | ---- | ----------------------------------------- |
| 0        | 绿档 | 有息负债规模年增速不得超过15%             |
| 1        | 黄档 | 有息负债规模年增速不得超过10%             |
| 2        | 橙档 | 有息负债规模年增速不得超过5%              |
| 3        | 红档 | 有息负债规模以2019年6月底为上限，不得增加 |

## 实施历程
2020年8月20日，碧桂园、恒大、万科、融创、中梁、保利、新城、中海、华侨城、绿地、华润和阳光城共12家房地产企业受邀参加中国人民银行和住房城乡建设部召开的重点房地产企业座谈会，会议正式提出了重点房地产企业资金监测和融资管理规则，即“三条红线、四档管理”监管要求，并预定于2021年1月1日开始施行。据新华社报道参会企业都被列为试点企业，要在9月底前提交“降档”方案，详细陈述自身将如何括一年内如何降档、三年内如何全面完成符合“三条红线”的调整，另有媒体报道企业需要提交最新包含“红条红线”指标的资产负债表。参会的房企中，恒大、融创、绿地和阳光城均处于红档，保利、中海、华润则处于绿档。据路透社报道，中国央行、证监会在新规颁布后开始采取限制房企借新还旧，压缩房企的债券发行规模。根据2020年中期数据，大多数房地产企业销售业绩不及预期，恒大则率先开始大规模降价促销以缓解资金压力。在秋季销售旺季来临之前，住建部为防止地方监管阳奉阴违，先后约谈北上广深等10个热点城市及沈阳、银川、常州等六城地方负责人，政策上热点城市购房要求趨严而三四线城市放宽。
2021年1月，财联社报道央行、住建部约谈30家房企再度召集重点房企举行座谈会，这也被市场视为试点扩容的信号。3月，银保监会、央行以及住建部等监管机构联合发文要求防止经营用途贷款违规流入房地产领域，住建部官员更是亲自到地方督查房地产状况。6月，央行开始试点商票纳入监管。7月央行以及住建部首次官方，明确“三线四档”的规定，业内还传言加码“买地金额不得超过年度销售额40%”的新规。在政策驱动下房地产开始大规模减债，纷纷分拆物业公司上市、加大权益融资、提高销售回款率以回笼资金。
2021年9月恒大债务危机爆发，继恒大之后花样年、新力控股、当代置业、阳光城、佳兆业和世茂集团相继面临危机，监管部门也有放松监管的迹象，据财联社消息部分参与处置破产企业的国企建议放宽“三条红线”要求以便承债式收购相关企业。官方媒体相继发文“防止政策调整误伤合理的市场需求”、“楼市调控应注意满足刚需”力挺房地产，中国银保监会也在9月初提出个人房贷差异化政策，然而仍是以稳定市场为主，并未放松市场规定。标准普尔在12月评估中国房市仍有自救机会，但容错率低，极端情况下可能有50%的样本企业无法承担债务风险。
随着2021年底以后房地产企业规模性倒闭，房产价格也连续大幅下跌，地方土地财政陷入困境，“三条红线”政策也逐渐之形同虚设。此后政府反行其道，多次发布政策，向房地产企业提供援助性贷款。